# Берковичи, Конрад
Конрад Берковичи (Беркович) (1882—1961) — американский новеллист и сценарист румынского происхождения.

## Биография
Родился 22 июня 1881 года в Брэиле в еврейской семье.
Юные годы провел в основном в Галаце. Его родители были полиглотами и научили своих детей греческому, румынскому, французскому и немецкому языкам. Семья жила в Румынии до тех пор, пока его отец не умер от ранений, полученных во время антисемитских волнений в Галаце; Конраду в это время было 11 лет.
После смерти отца Конрад с семьёй перебрался в Париж, где работал по подготовке Всемирной выставки в Париже 1900 года. Поступил в один из университетов Парижа.
После женитьбы на художнице-скульпторе Наоми Либреску перебрался в Северную Америку, сначала в Монреаль, потом в Нью-Йорк, где работал на разных подсобных работах и начал сотрудничать в еврейских газетах. Первая книга на английском языке «Преступления в благотворительности» вышла с предисловием Джона Рида.
Конрад Берковичи дружил и общался с Полом Робсоном и его женой Эсси, Скотом Фитцджералдом, Эрнстом Хемингуэем, Чарли Чаплином (с ним, впрочем, Берковичи судился, обвинив в плагиате), Мери Пикфорд, Дугласом Фербенксом.
Умер 27 декабря 1961 года.